# Centro de Investigación en Ciencias de Información Geoespacial

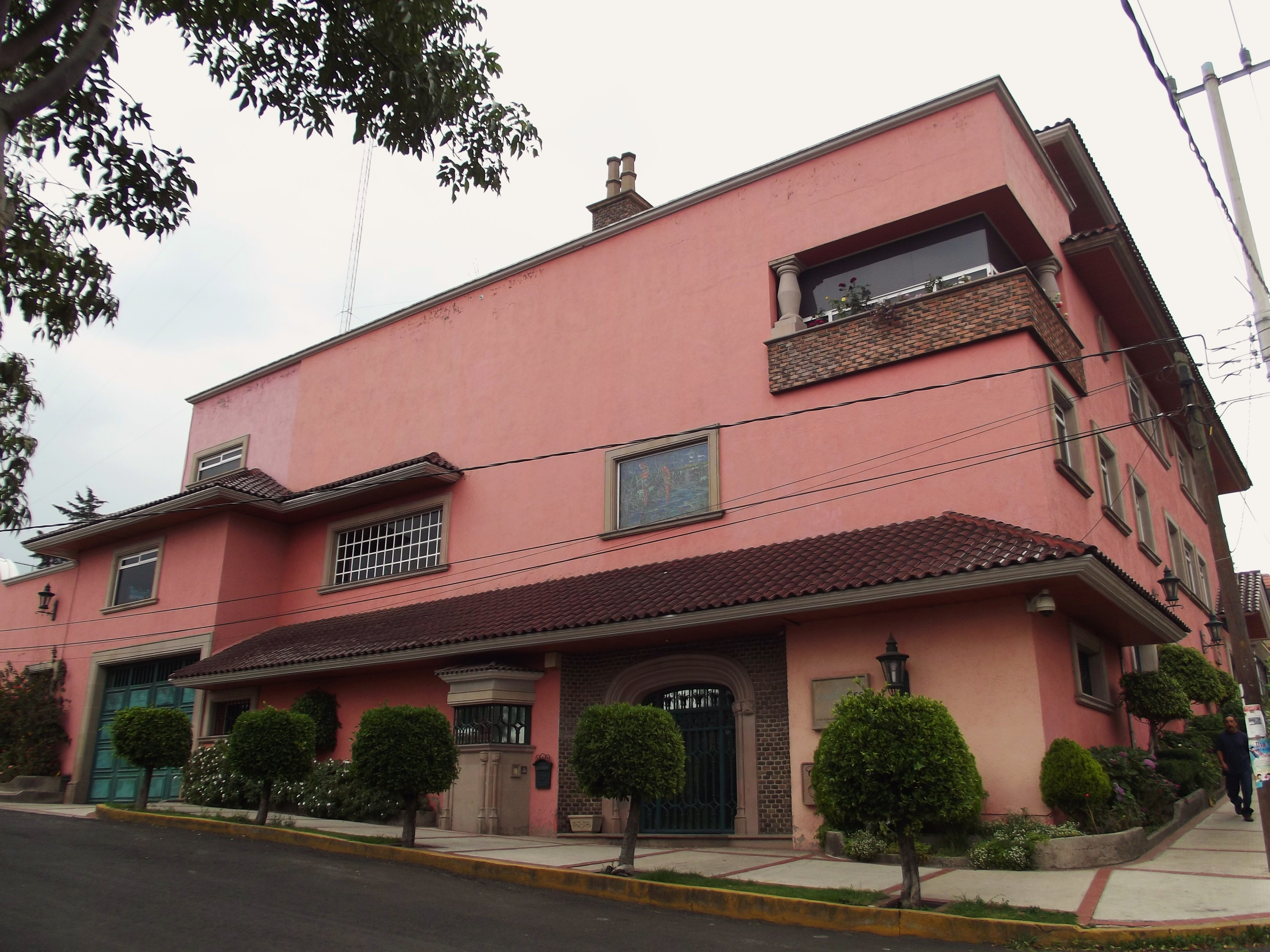

El Centro de Investigación en Ciencias de Información Geoespacial, A.C., popularmente conocido como (CentroGeo), es una institución académica mexicana dedicada a la investigación, adscrito al Conahcyt.
Anteriormente conocido como Centro de Investigación en Geografía y Geomática Ing. Jorge L. Tamayo A.C. (CIGGET). Es un centro público de investigación integrado al Sistema Conahcyt que cuenta con varios programas de posgrado y líneas de investigación en información geoespacial, sistemas de información geográfica, geomática, etc..
La investigación aplicada en el CentroGeo tiene un claro enfoque en la generación de soluciones de Geomática para una amplia variedad de temas que enfrentan las organizaciones y la sociedad. Como parte de su estrategia funcionamiento, el CentroGeo desarrolla programas y la amplia difusión del conocimiento generado a nivel nacional o internacional.

## Agendas de investigación

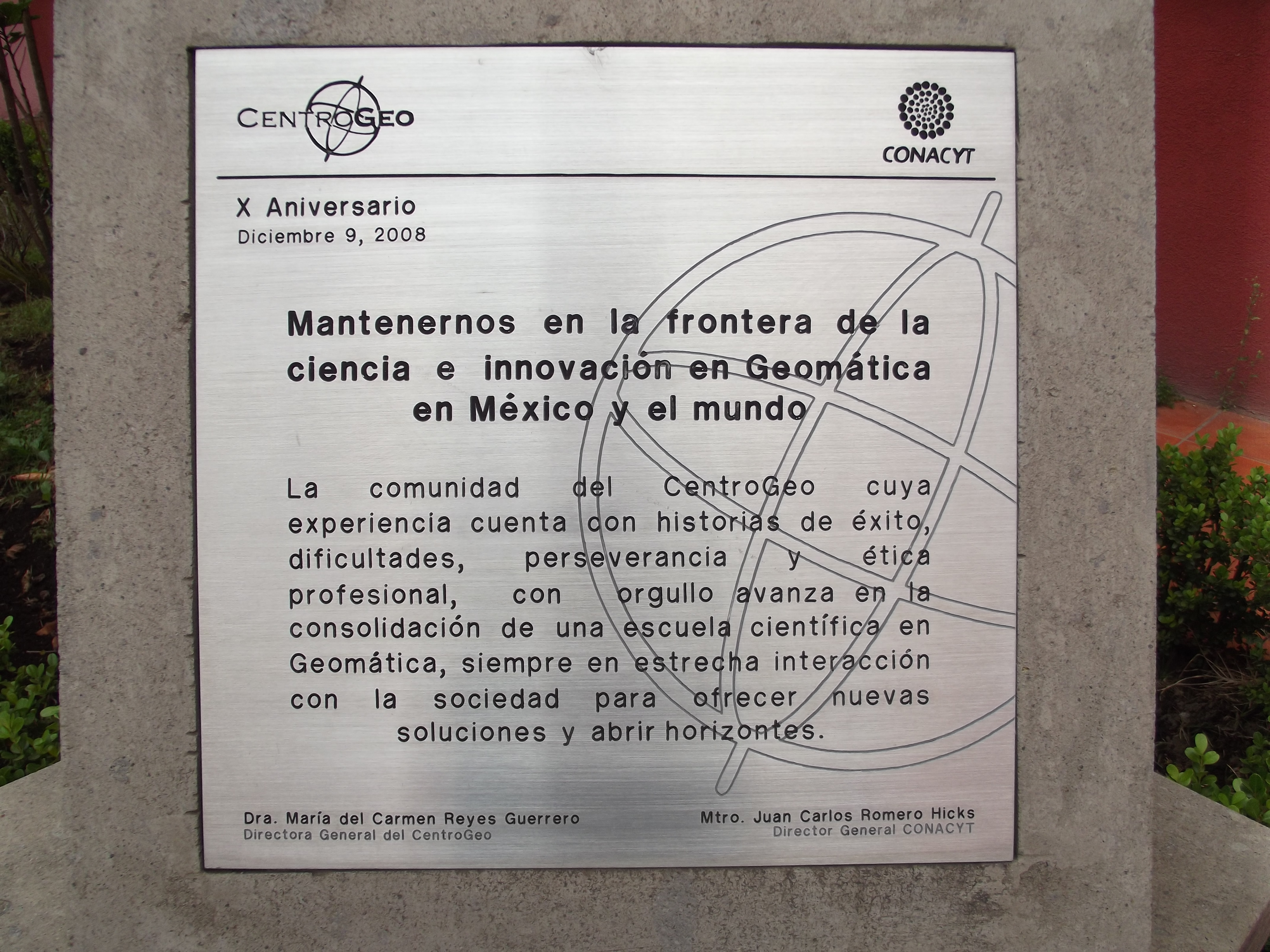
CentroGeo. Placa conmemorativa

Dentro del proceso de generación de conocimiento en las disciplinas que constituyen el ámbito de trabajo del CentroGeo, la investigación básica constituye el eje central en torno al cual se vertebran las actividades de investigación aplicada e innovación tecnológica, siendo las principales agendas de investigación:
- Ciencias de Datos Geoespaciales
- Percepción Remota
- Geointeligencia Computacional
- Movilidad y Logística
- Sistemas Socio-ecológicos
- Geopolítica y Territorio
- Estudios Territoriales y Urbanos

La investigación aplicada en el CentroGeo tiene una clara orientación hacia la generación de soluciones de Geomática para una gran diversidad de problemas que enfrentan las organizaciones públicas, privadas, la sociedad y los sectores productivos del país, así como para organismos internacionales. Las líneas en las que se ha concentrado la investigación aplicada son:
- Análisis y planeación territorial
- Análisis de riesgos
- Territorios competitivos
- Asentamientos precarios, entre otras.
- Gestión ambiental e impacto ecológico
- Administración de Recursos Naturales
- Gestión de Infraestructura Eléctrica, entre otras.

La investigación aplicada se ha realizado a través de más de 60 proyectos que se desarrollan bajo especificaciones muy concretas, sobre principios de oportunidad, calidad y necesidades de los clientes, usuarios y beneficiarios de los resultados ofrecidos.

## Innovación y desarrollo tecnológico
El desarrollo tecnológico en el CentroGeo ha seguido proporcionando una base instrumental para muchos de los resultados de la investigación básica y el desarrollo de prototipos y servicios propuestos por la investigación aplicada.
Esta área constituye el puente entre la investigación básica, la aplicada y la generación de soluciones a problemas prácticos de la sociedad actual, que finalmente se orientan a la solución de problemas específicos de los usuarios y clientes del CentroGeo. Entre las áreas de mayor fortaleza están:
- Cibercartografía
- Interfases de usuarios.
- Integración de soluciones computacionales.
- Acoplamiento de modelos espacio-temporales.
- Cartografía participativa (Estrabon).
- Algoritmos en procesamiento digital de imágenes.
- Biblioteca digital geo-espacial.